# Lynnview (Kentucky)
Lynnview es una ciudad ubicada en el condado de Jefferson en el estado estadounidense de Kentucky. En el Censo de 2010 tenía una población de 914 habitantes y una densidad poblacional de 1.928,4 personas por km².

## Geografía
Lynnview se encuentra ubicada en las coordenadas 38°10′45″N 85°42′40″O / 38.17917, -85.71111. Según la Oficina del Censo de los Estados Unidos, Lynnview tiene una superficie total de 0.47 km², de la cual 0.47 km² corresponden a tierra firme y (0%) 0 km² es agua.

## Demografía
Según el censo de 2010, había 914 personas residiendo en Lynnview. La densidad de población era de 1.928,4 hab./km². De los 914 habitantes, Lynnview estaba compuesto por el 94.42% blancos, el 2.3% eran afroamericanos, el 0.22% eran amerindios, el 0.11% eran asiáticos, el 0% eran isleños del Pacífico, el 1.75% eran de otras razas y el 1.2% pertenecían a dos o más razas. Del total de la población el 4.38% eran hispanos o latinos de cualquier raza.